# Privación de alimentos
La privación de alimentos es la retención intencional de alimentos a otra persona por razones diversas con el propósito de que la persona pase así hambre o muera de inanición.

## Privación de alimentos como tortura o castigo.
Ya en la Edad Media había criminales que eran castigados encerrándolos para ello en la llamada torre del hambre, donde morían luego lenta y dolorosamente. La Inquisición también utilizó el hambre como medio de presión para obtener confesiones forzadas. En épocas más antiguas, hubo criminales que eran condenados a muerte por inanición. En las cárceles de muchas dictaduras, los prisioneros eran (y son) sometidos privándolos para ello de alimentos haciéndoles pasar así hambre, para poderlos adoctrinar mejor después. Las declaraciones a veces estaban chantajeadas por el hambre constante.
Particularmente en los campos de concentración durante la era nazi y en el Gulag soviético bajo Stalin, los prisioneros recibían de forma deliberada y sistemática raciones de alimentos inadecuadas. El hambre constante, junto con el duro trabajo físico que tenían que hacer, debilitaba a los prisioneros y los hacía susceptibles a diversas enfermedades. Como resultado, millones de prisioneros murieron por ello.

## Consecuencias
Si una persona ya no ingiere alimentos, su cuerpo primero utiliza todas las reservas disponibles; primero se descomponen las células grasas y luego las células musculares. Al mismo tiempo, el cuerpo pierde agua, por lo que el peso corporal disminuye aproximadamente un kilogramo por día. Pueden producirse arritmias cardíacas. Si se agotan todas las reservas corporales, el cuerpo ya no puede compensar entonces la deficiencia de proteínas y se desarrolla así un edema por hambre. Después de unos 30 días o cuando una persona con peso normal haya perdido alrededor del 40% de su peso corporal, su vida corre grave peligro.